# Крузгамепа
Крузгамепа (англ. Kruzgamepa River) — река на полуострове Сьюард, на западе штата Аляска, США. Приток реки Кузитрин, которая в свою очередь несёт свои воды в бухту Имурук (разгружается в Берингово море). Длина реки составляет 89 км.
Берёт начало вытекая из озера Салмон, на высоте 136 м над уровнем моря. Озеро Салмон расположено в широкой долине у южного основания горного хребта Киглуаик. Река Крузгамепа течёт в северо-восточном направлении, огибает восточную оконечность хребта, достигает верховьев бассейна бухты Имурук и поворачивает на северо-запад. Река протекает по широкой долине, заполненной гравием. Выше устья реки Айрон-Крик широкие гравийные террасы имеются по обоим берегам реки и достигают 15 м выше уровня воды. Большая часть гравийного материала была принесена ледником, который спускался с хребта Киглуаик. Верховьем бассейна реки Крузгамепа можно считать реку Гранд-Сентрал, которая впадает в озеро Салмон, однако она рассматривается как отдельный водоток с собственным названием и отличающимися географическими характеристиками. Крузгамепа впадает в реку Кузитрин в 55 км к востоку от города Теллер.